# Chapeau, Allier

Chapeau este o comună în departamentul Allier din centrul Franței. În 1 ianuarie 2022 avea o populație de 236 de locuitori.